# Aphelandra heydeana
Aphelandra heydeana är en akantusväxtart som beskrevs av J. D. Smith. Aphelandra heydeana ingår i släktet Aphelandra och familjen akantusväxter. Inga underarter finns listade i Catalogue of Life.